# Hrabstwo Gloucester (New Jersey)
Gloucester – hrabstwo w stanie New Jersey w USA. Populacja liczy 254 673 mieszkańców (stan według spisu z 2000 roku).
Powierzchnia hrabstwa to 837 km². Gęstość zaludnienia wynosi 303 osób/km².

## Miasta
- Woodbury

## CDP
- Beckett
- Gibbstown
- Oak Valley
- Mullica Hill
- Richwood
- Turnersville
- Victory Lakes
- Williamstown